# Il fuggiasco di Santa Fè
Il fuggiasco di Santa Fè (Cattle Drive) è un film del 1951 diretto da Kurt Neumann.
È un western statunitense con Joel McCrea, Dean Stockwell, Chill Wills, Leon Ames e Henry Brandon.

## Produzione
Il film, diretto da Kurt Neumann su una sceneggiatura di Jack Natteford e Lillie Hayward, fu prodotto da Aaron Rosenberg per la Universal Pictures e girato nella valle della morte in California e a Paria nello Utah, dal 27 novembre a fine dicembre 1950.

## Distribuzione
Il film fu distribuito negli Stati Uniti l'8 agosto 1951 dalla Universal Pictures.
Altre distribuzioni internazionali del film sono state:
- in Finlandia il 9 maggio 1952 (Pakokauhu aavikolla)
- in Svezia il 17 novembre (Den svarta mustangen)
- in Danimarca il 6 aprile 1953 (Fars søn bliver cowboy)
- in Francia il 25 aprile 1953 (L'enfant du désert)
- in Portogallo il 30 aprile 1956 (A Manada Perdida)
- in Germania Ovest il 19 febbraio 1959 (Der große Zug nach Santa Fe)
- in Austria nell'aprile del 1959 (Der große Zug nach Santa Fe)
- in Belgio (De zwarte mustang)
- in Brasile (Estouro da Manada)
- in Spagna (Amigos bajo el sol)
- in Grecia (Monomahia me ton Mavro Aeto)
- in Italia (Il fuggiasco di Santa Fè)
- in Norvegia (Villhesten fra prærien)